# Gräddfärgad kejsarduva
Gräddfärgad kejsarduva (Ducula subflavescens) är en fågel i familjen duvor inom ordningen duvfåglar.

## Utbredning och systematik
Gräddfärgad kejsarduva återfinns i Bismarckarkipelagen och på Amiralitetsöarna. Den betraktas ibland som underart till australisk kejsarduva (D. spilorrhoa).

## Status
IUCN kategoriserar arten som nära hotad.